# Ходзьо Масамура
Ходзьо Масамура (*北条 政村, 10 червня 1205 — 13 червня 1273) — 7-й сіккен Камакурського сьоґунату в 1264—1268 роках.

## Життєпис
Походив з самурайського роду Ходзьо. П'ятий син Ходзьо Йосітокі, сіккена Камакурського сьоґунату, та Іґі но Кати. Народився у 1205 році. 1213 року відбулася церемонія поноліття (генпуку). 1224 року втратив батька. Здобув гарну освіту, відзначився спокійною вдачею. Втім, був під підозрою у заколоті, тому заслано до провінції Ісе. Втім невдовзі повернуто до Камакури.
У 1230 році призначено радником 5 класу. Того ж року стає молодшим секретарем міністерства церемоній. 1236 року переведено до Міністерства цивільної адміністрації. Згодом призначено Правим головою колісничих. 1237 року надано молодший п'ятий ранг, а 1238 року — старший п'ятий ранг. 1239 року залучено секретарем до уряду (бакуфу).
1240 року призначено лівим головою кінноти. 1244 року надано молодший четвертий ранг. 1249 року став одним з 5 членів Хікіцуке (вищого судового органу цього періоду). Через декілько років очолив цю структуру.
У 1256 році призначено реншо (помічником) сіккена. У 1257 році призначено кокусі провінції Саґамі. У 1164 році після відставки свого стрийка Ходзьо Наґатокі стає новим сіккеном та фактичним володарем Японії. Багато доклав зусиль до налагодження співробітництва між бакуфу (урядом сьогунату) та імператорським двором. 1266 року надано старший другий ранг. Того ж року придушив змову принца Мунетаки, що мав намір стати самостійним сьоґуном.
У 1168 році пішов з посади, передавши її родичеві Ходзьо Токімуне. При цьому знову став реншо та очолив відомство самурай-докоро. На цих посадах Ходзьо Масамура перебував до самої смерті у 1273 році.

## Родина
- Ходзьо Токімоті (1240—1270)
- Ходзьо Сіґетокі (1241—1287), реншо
- Ходзьо Токімура (1242—1305), реншо